# DJ Bitman
José Antonio Bravo (Arica, 10 de julio de 1975), conocido como DJ Bitman, Bitman o Latin Bitman, es un músico, compositor y DJ chileno. Es uno de los músicos chilenos actualmente activos de mayor importancia en el extranjero, habiendo tocado en festivales tales como Lollapalooza (Chicago) y Cypress Hill's Smokeout Festival, en colaboración con DJ Raff, con quien actualmente mantiene el proyecto RVSB. 
Su fama internacional ha llegado merced a la inclusión de su canción «Get on the floor» en el conocido videojuego FIFA 2007. Otras canciones de su autoría han sido utilizadas en series de televisión reconocidas a nivel mundial, como Nip/Tuck o Dexter. También ha colaborado en remezclas de canciones para el grupo de hip hop Beastie Boys y en la producción del tema «Politik Kills» de Manu Chao.

## Estilo musical
Su estilo musical es variado, incluyendo hip hop, música electrónica, el pop con bases electrónicas y el house. Suele tener en sus discos colaboraciones con estrellas del hip hop y del pop (generalmente chileno), tales como Ana Tijoux y Francisca Valenzuela.

## Discografía

### Como parte del dúo Bitman & Roban
- 2000 - Hurtos
- 2002 - Robar es natural
- 2005 - Música para después de almuerzo
- 2016 - No hay derecho

### Como DJ Bitman
- 2003 - Sunset beats
- 2007 - Latin Bitman

### Como Latin Bitman
- 2009 - Colour
- 2015 - Airplane
- 2018 - Homies

### Como parte del dúo Ritmo Machine
- 2012 - Welcome To The Ritmo Machine

### Como parte del dúo RVSB
- 2013 - RVSB
- 2014 - Nightlife

## Videografía

### Latin Bitman
- Pacífico ft. Los Tetas (Sunset Beats / Bidet)
- Tropilove ft. Julián Peña (Latin Bitman / Smog TV)
- El Diablo ft. Jimmy Fernández (Latin Bitman / Fernando Lasalvia)
- Help Me ft. Francisca Valenzuela (Colour / Patricio Riesco)
- Cruzando La Pampa ft. Zaturno (Airplane)
- Airplane ft. Oso 507 (Airplane)
- Truss Me ft. Jesse Baez y Juan Ingaramo (Single)
- Para Ti ft. Ceaese (Single)

### Ritmo Machine
- Maestro (Welcome To The Ritmo Machine / Fernando Lasalvia)
- La Calle ft. Sick Jacken (Welcome To The Ritmo Machine / Joe Hendrick)
- Senny Sosa ft. Sen Dog (Welcome To The Ritmo Machine / Piero Medone)

### RVSB
- Cruz Del Sur (RVSB / Francisco Marshall & Natalia Becerra)
- She Always Dance ft. Tina Weymouth (Nightlife / Santiago Correa)